# Dicranomyia (Dicranomyia) plurispina
Dicranomyia (Dicranomyia) plurispina is een tweevleugelige uit de familie steltmuggen (Limoniidae). De soort komt voor in het Australaziatisch gebied.